# ميخائيل بارون (مقدم برامج إذاعية)
ميخائيل بارون (بالإنجليزية: Michael Barone)‏ هو مقدم برامج إذاعية أمريكي، ولد في 28 يونيو 1946 في كينغستون في الولايات المتحدة.